# Petar Bianchi
Petar Bianchi (Dubrovnik, 9. ožujka 1699. – Beč. 7. siječnja 1747.), hrvatski liječnik, diplomat i hrvatski književnik.

## Životopis
Petar Bianchi rodio se 1699. kao posljednje i šesto dijete kamenara Anđela i Marije rodom iz Slanog. Petrov otac rodom je iz Furlanske, zbog čega u župnim knjigama uz očevo ime stoji "de Friuli".
U Dubrovniku je Petar završio filozofiju, a medicinu završio i uz dubrovačku vladinu potporu usavršavao se u Italiji. Sudionik liječničke polemike o začeću čovjeka. Bio je općinski liječnik u Dubrovniku, a od 1730. u Beču, gdje je stekao velik ugled i bio liječnik carske obitelji. Liječio je caricu Amaliju i hrvatsko-ugarskog kralja Karla III. Dvorski savjetnik odlukom carice Marije Terezije. Djelovao je i kao otpravnik poslova Dubrovačke Republike u Beču.
Nećak Petra Bianchija je hrvatski pjesnik Didak Dubravica-Arboscelli.
Osim po obrazovanosti na glas je Bianchi došao i po književnom radu, zbog čega ga je Cerva uvrstio u kolo Dubrovčana književnika, ali ne navodi pobliže koje je radove pisao. U popis književnika iz Dubrovnika uvrštavaju ga i Dolci (Fasti litterario-ragusini, str. 52) i Appendini, premda nisu vidjeli njegove radove. Dolci ga je prema čuvenju, a Appendini se poziva na Dolcija. Bianchi je naginjao podrugivanju i ta se satirički dar zadržao u još dva koljena njegovih neizravnih potomaka.